# Ел Нуман VI ибн ел Мундир
Ел Нуман VI ибн ел Мундир (арап. النعمان بن المنذر‎‎), познат у грчким изворима и као Наманес (Νααμάνης) је био краљ Гасанида, хришћанског Арапског племена које је било савезник Византијског царства. Био је најстарији син Ел Мундира III ибн ел Харита, са својим племеном је подигао устанак након био ухапшен због наводне издаје од стране Византијаца 581. године. Након две године устанка, покушавајући да се помири са царством, посетио је новог цара Маврикија (в. 582-602) у Цариграду. Одбијајући да се одрекне монофизтске вере, ухапшен је и прогнан на Сицилију, где је његов отац раније био утамничен. Овај догађај означио је крај контроле Гасанида над византијским Арапским федератима и фрагментацију овог јаке тампон државе против инвазија из пустиње.